# Монопсон
В икономиката монопсон (от древногръцки: μόνος, монос, „единичен“ и ὀψωνία, опсония, „закупуване, покупка“ ) е форма на пазар, в която само един купувач се изправя пред много продавачи.
В микроикономическата теория за несъвършената конкуренция се приема, че монопсонистът е способен да диктува условията на своите доставчици, като единствен закупуващ на тези стоки и услуги. В допълнение към това монопсония и монопсонист са описателни термини, често използвани за да се опише пазар, при който един купувач съществено контролира пазара като основен изкупвач на стоки и услуги.